# Neubrück (Stalden)
Neubrück (già Niederrusen; toponimo tedesco) è una frazione del comune svizzero di Stalden, nel Canton Vallese (distretto di Visp). Già comune autonomo, nel 1817 è stato accorpato al comune di Stalden.